# Feliks Gniewosz
Feliks Gniewosz z Oleksowa herbu Rawicz (ur. 13 stycznia 1836, zm. 19 czerwca 1897 w Nowosielcach) – właściciel dóbr ziemskich, oficer, podkomorzy i szambelan Jego Cesarskiej i Królewskiej Apostolskiej Mości, prezes rady powiatowej i marszałek rady powiatu sanockiego, powstaniec styczniowy.

## Życiorys

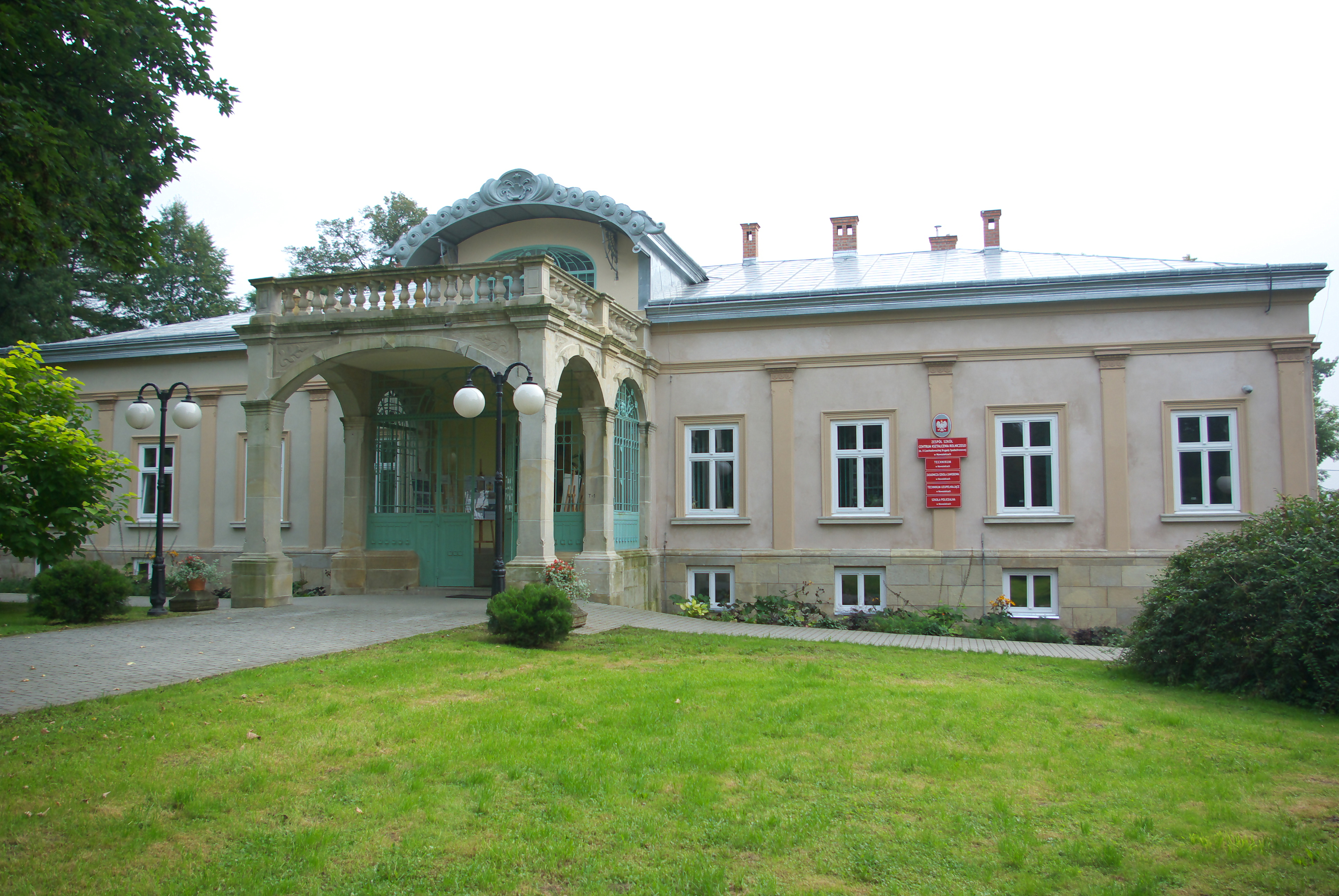
Dwór w Nowosielcach

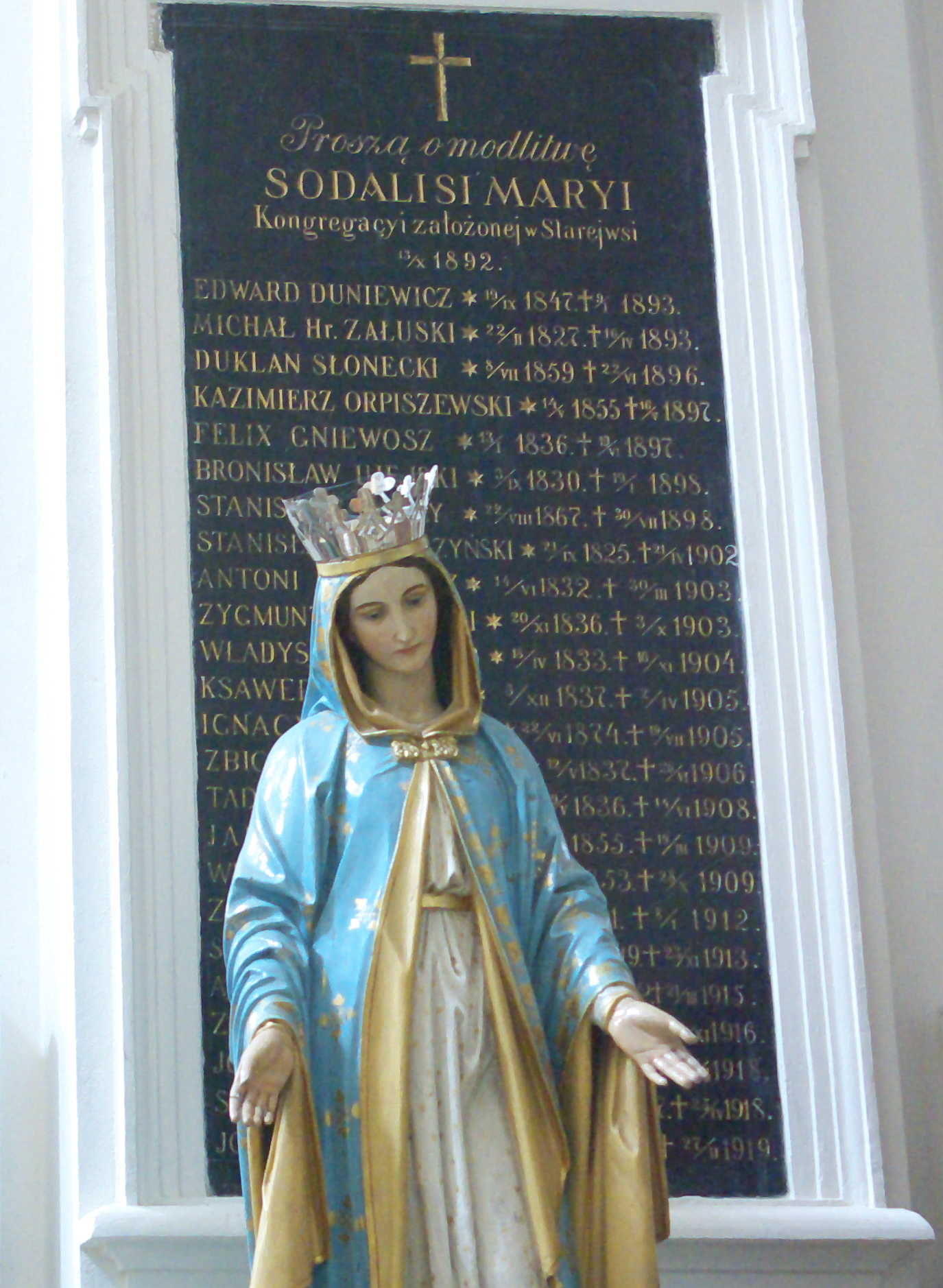
Tablica upamiętniająca sodalisów mariańskich w bazylice starowiejskiej

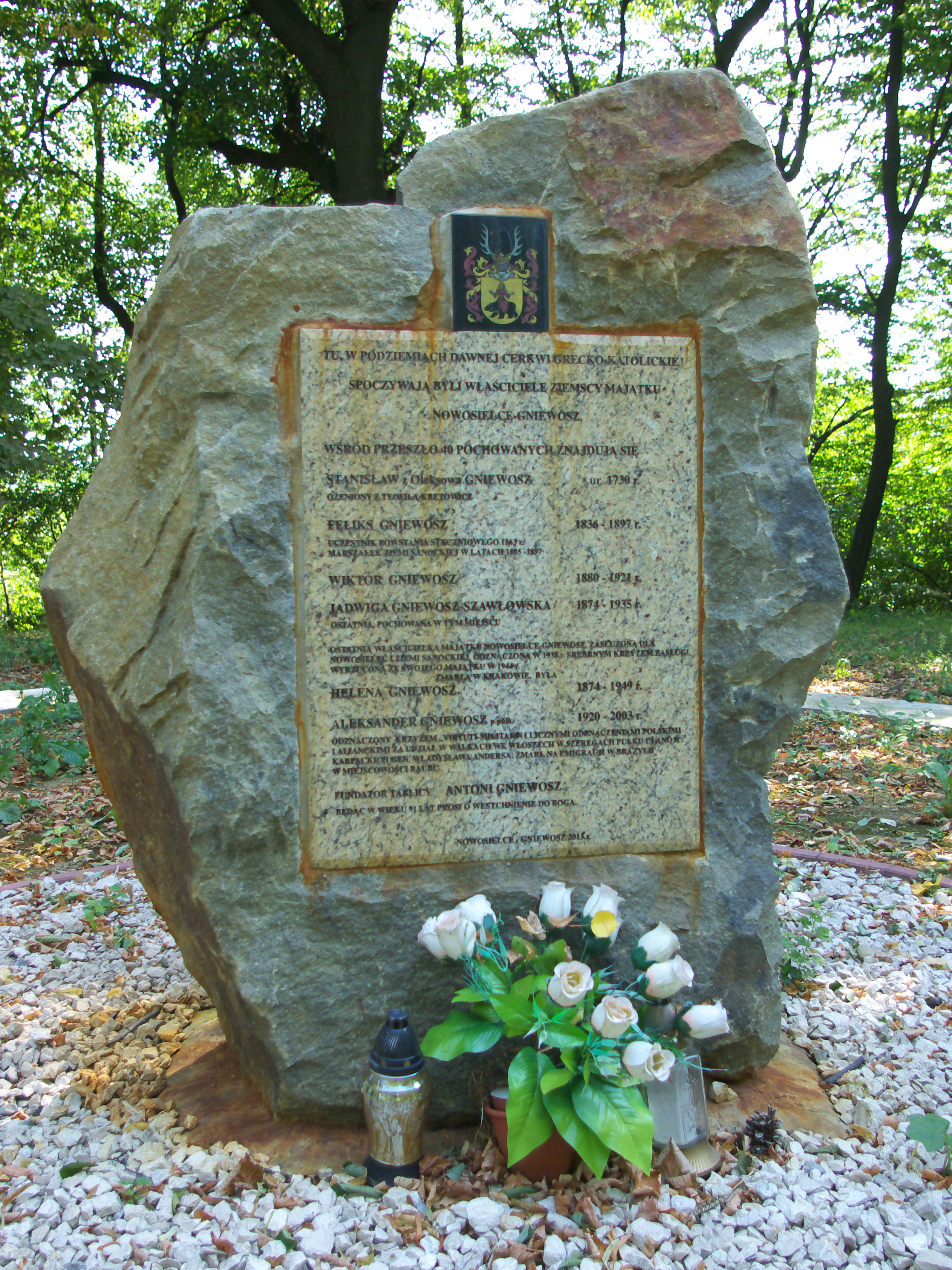
Kamień pamiątkowy w Nowosielcach

Wywodził się z rodu Gniewoszów herbu Rawicz. Był jednym z ośmiorga dzieci Wiktora Gniewosza (1792-1840, właściciel dóbr Nowosielce i tamtejszego dworu, Gniewosz, Tokarnia, Karlików) i Łucji (1802-1894, córka Sebastiana Ostaszewskiego). Jego braćmi byli: Edward (1822-1906, poseł na Sejm Krajowy i do Rady Państwa), Zygmunt (1827-1909, c. k. generał i szambelan cesarski), Władysław (1829-1901, c. k. pułkownik i szambelan cesarski). Miał także trzy siostry. Był też stryjeczno-ciotecznym bratem (kuzynem) Włodzimierza Gniewosza oraz dalszym kuzynem Jana Nepomucena Gniewosza.
W Armii Cesarstwa Austriackiego od około 1855 był podporucznikiem 2 klasy w 2 pułku dragonów (około 1856 urlopowany) do około 1857. Następnie został podporucznikiem 2 klasy w utworzonej 16 czerwca 1859 drugiej ochotniczej dywizji huzarów Debreczynów i Hajduków, a około 1861/1862 został podporucznikiem 1 klasy w 10 pułku kirasjerów.
Brał udział w powstaniu styczniowym 1863. Pod koniec XIX wieku był właścicielem tabularnym dóbr we wsi Nowosielce. W 1893 był właścicielem posiadłości tabularnej dóbr: Karlików, Tokarnia, Wisłok Wielki (częściowo), Wola Piotrowa. Po śmierci matki w 1894 został dziedzicem majątku Nowosielce (jego bracia zrzekli się praw do dziedzictwa aby pozostało w całości przy jednym z nich).
17 października 1868 został mianowany c. k. podkomorzym (przyrzeczenie złożył 24 kwietnia 1869). Był członkiem Rady c. k. powiatu sanockiego: wybierany z grupy większych posiadłości, był zastępcą członka wydziału powiatowego (1870, 1871, 1872, 1873, 1874, 1878, 1879, 1880, 1881, 1882, 1883, 1884), w miejsce Zenona Słoneckiego 1 lipca 1885 został prezesem (marszałkiem) wydziału powiatowego i pełnił to stanowisko (1885, 1886, 1887), także po wyborach w 1888, później wybrany z grupy gmin wiejskich i pełnił stanowisko prezesa wydziału powiatowego (1890, 1891, 1892, 1893, 1894, 1895, 1896), wybrany ponownie wyborach w grudniu 1896 z grupy gmin miejskich oraz w lutym 1897 na prezesa wydziału powiatowego, sprawował to stanowisko do końca życia w połowie 1897, po czym został zastąpiony przez Włodzimierza Truskolaskiego.
Był prezesem rady nadzorczej Powiatowego Towarzystwa Zaliczkowego w Sanoku. W Nowosielcach utworzył sądy polubowne oraz samopomoc. Był członkiem rady nadzorczej Towarzystwa Wzajemnych Ubezpieczeń w Krakowie. Był członkiem rady oddziału sanocko-lisko-brzozowskiego Galicyjskiego Towarzystwa Gospodarskiego oraz delegatem tegoż. Był też delegatem Galicyjskiego Towarzystwa Kredytowego Ziemskiego. Jako właściciel tabularny został wylosowany jako przysięgły główny sądu przysięgłych w Przemyślu.
29 października 1891, w uznaniu zasług dla miasta Sanoka, otrzymał tytuł honorowego obywatelstwa Sanoka (w tym samym dniu ten tytuł otrzymał także Stanisław Gniewosz). Ponadto otrzymał honorowe obywatelstwa Rymanowa i Bukowska.
Jego żoną była Izydora także z rodu Gniewoszów herbu Rawicz (córka Włodzimierza), z którą miał syna Wiktora (1879-1921, oficer i spadkobierca dóbr rodzinnych) oraz córkę Aleksandrę wzgl. Olgę (ur. 1880, od 1901 zamężną z oficerem Stefanem Rozwadowskim, zmarłym w 1903, a od 1905 zamężna ze Stefanem Janowskim, synem Zygmunta, tj. właściciela Falejówki nieopodal Nowosielec, zmarłym w 1906).
Feliks Gniewosz zmarł 19 czerwca 1897 w Nowosielcach. 21 czerwca 1897 został pochowany przy cerkwi greckokatolickiej w Nowosielcach.

## Upamiętnienie
Feliks Gniewosz był jednym z założycieli i członkiem Sodalicji Mariańskiej w Starej Wsi w 1892; po latach jego nazwisko zostało wymienione w grupie zasłużonych członków SM na tablicy ich upamiętniającej w tamtejszej bazylice Wniebowzięcia Najświętszej Maryi Panny.
W 2013 w miejscu nieistniejącej cerkwi greckokatolickiej w Nowosielcach, przy której w grobowcu rodzinnym byli pochowani członkowie rodziny Gniewoszów, został ustanowiony kamień pamiątkowy upamiętniający te osoby. Uhonorowany inskrypcją na pomniku został także Aleksander Gniewosz. Fundatorem pomnika był jego brat, Antoni Gniewosz.